# البسطة
البسطة هي منطقة من مناطق بيروت.

## التسمية

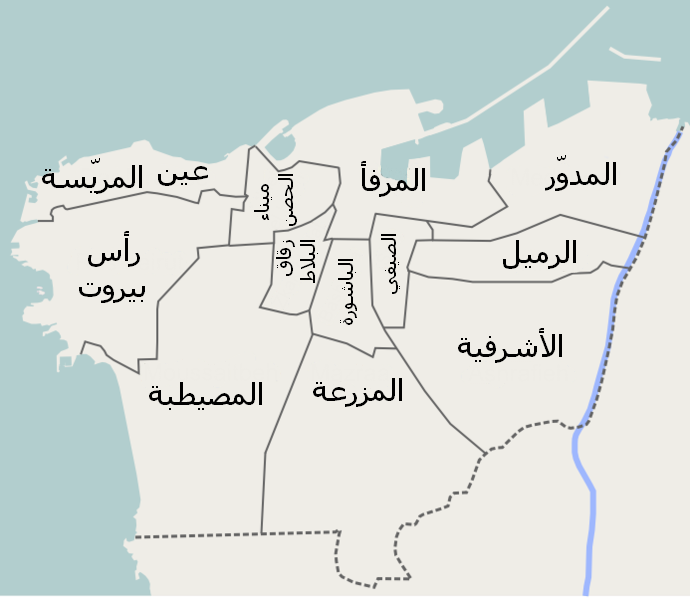

ردت تسمية البسطة إلى العديد من الأصول. أستعملت منذ أيام المماليك على أنها مصطبة أو كرسي من الخشب لجلوس السلطان. والبسطات هم أماكن الباعة الذين لا حوانيت لهم ويبسطون بضاعتهم على الأرض. وذكر أن بعض بائعي الخضار في المنطقة كانوا يتخذون لأنفسهم بسطة في المحل المرتفع وأخرى في المحل المنخفض، فقسمت المنطقة إلى «البسطة الفوقا» و«البسطة التحتا». وإذا نظرنا إلى جغرافية المنطقة سنجد أن البسطة الفوقا تقع على أعلى مرتفع ما بين الطريق الممتد مباشرة من مستشفى البربير مروراً بمحطة النويري وصولاً إلى مسجد البسطة التحتا حيث انخفاض المكان مقارنة مع البسطة الفوقا، لذا يمكن أن نقدر أنه كان يوجد بسطتان للباعة الفوقا والتحتا، ومن هنا جرت التسمية اصطلاحا من سكان المنطقة للتمييز ما بين البسطة الفوقا والبسطة التحتا. ويشار إلى أن من ضمن مسارات ترامواي بيروت هذا الخط الممتد على طول البسطتين الفوقا والتحتا. وإذا ألقينا بعض الضوء على هذا المسار سنجد أن الترامواي الذي كان يصل من ساحة رياض الصلح -تمثال رياض الصلح حالياً 2011م- ويمر بمحاذاة سينما الكابيتول حيث أسفل البناية كاراج العسيلي كان يتجه إلى منطقة الباشورة صعوداً -حيث جبانة الباشورة حالياً 2011- يصل إلى البسطة التحتا ومنه إلى البسطة الفوقا ويتابع إلى محطات توقف الترامواي مثل محطة العريس ومحطة النويري حيث محطته الأخيرة وهي محطة الحرش بتقاطعه بكورنيش المزرعة بخط مستقيم حتى يصل إلى محاذاة سينما سلوى -حاليا2011- ومن هذا الموقع كان السائق وقاطع التذاكر (بستيكتير) يعملان على تحويل خط السكة الحديدية يدوياً، ومما أذكره وبالمشاهدة كان الواحد منهما يلبس قفازات بيديه ويحمل العدد اللازمة للحل والربط... ومن ثم ينتقل السائق من جهة إلى أخرى طولياً مع عدة قيادته للترامواي ليأخذ طريق العودة بمسار سكة حديدية متوازية مع الطريق التي جاء منها باتجاه البسطا الفوقا نك التحتا ثم ساحة رياض الصلح وبخط مستقيم إلى منطقة البرج وصولا إلى الدورة. وفي نهاية الخمسينات من القرن العشرين تم تطوير وتعديل مسار عودة الترامواي من محطة الحرش بحيث أصبح يأخذ دورة بمحاذاة عيادة الدكتور عبد الغني ميقاتي وصولا إلى محطة الحرش ومن ثم باتجاه البسطة الفوقا والتحتا من غير توقف لتغيير سكة الحديد.
ولكلمة البسطة استعمالات صوفية إذ كان المتصوفون يجتمعون في حلقات للذكر يطلقون عليها اسم «البسطة الشريفة»، لا سيما إذا كانت الحلقة مخصصة لتلاوة الأحاديث النبوية الشريفة. وكان لأهل بيروت في ذلك الحين مكانان يتحلقون فيهما للغرض المذكور وهما «البسطة الفوقا» و«البسطة التحتا»، ويعنون بهما الحلقات الدينية الصوفية.

## تاريخها
جاء أول ذكر للبسطة سنة 1882م في صحيفة «المصباح» التي ذكرت مرور عدة عربات (بطريق البسطة)، كما ذكرت البسطة في صحيفة «ثمرات الفنون» سنة 1895م باسم «البسطة العليا» عندما أشارت إلى تدشين جامع البسطة الفوقا. ولم ترد كلمة البسطة في السجلات الشرعية القديمة لأن المحلة المذكورة كانت من ضمن محلة الباشورة.

## معالمها
كانت للبسطة محطة لسكة الحديد. كما اشتهرت بمقاهيها التي يرتادها القبضايات منها قهوة الأسعد وقهوة الباشا و«القهوة» الأكثر شعبية على الإطلاق إذ كانت إلى جانب محطة القطار، حيث يتمكن الرواد من مراقبة الوافدين والمغادرين على متن خطوط السكك الحديدية.
وفيها عددا كبيرا من المستشفيات بالرغم من صغر مساحتها ومنها مستشفى البربير والإسلامي ورزق وصبحي الطيارة ومليح سنو ومستشفى الدكتور محمد خالد وغيرها. وفيها عدد كبير من المدارس منها مدرسة الشيخ نور، مدرسة المربي عزيز مومنه، مدرسة شريف خطاب ومدرسة العلماوي ومكارم الأخلاق. ومنها خرج العديد من الفنانون مثل نجاح سلام، محمد سلمان، انطوان كرباج، شوشو، محمد شامل، محي الدين سلام، الرسام مصطفى فروخ وغيرهم.